# Malvasia delle Lipari passito
Il Malvasia delle Lipari passito, denominato anche Malvasia delle Lipari dolce naturale, è un vino DOC prodotto nelle isole Eolie (o Lipari), nella città metropolitana di Messina.

## Vitigni con cui è consentito produrlo
- Malvasia di Lipari massimo 95%
- Corinto nero dal 5% all'8%.[1]

## Tecniche produttive
Il Malvasia delle Lipari passito si ottiene da uve sottoposte ad appassimento naturale e può essere immesso al consumo non prima del 1º giugno dell'anno successivo alla vendemmia.

## Caratteristiche organolettiche
- colore: giallo dorato più o meno carico sino all'ambrato con l'invecchiamento;
- profumo: etereo, intenso, aromatico;
- sapore: dolce, caldo, alcolico, armonico;
- titolo alcolometrico volumico totale minimo: 18,00% vol.;
- zuccheri naturali residui minimo: 60,00 g/l;
- acidità totale minima: 4,00 g/l;
- estratto secco netto minimo: 20,00 g/l;

## Abbinamenti consigliati
Trattandosi di un passito, si può abbinare a frutta secca, a fine pasti.

## Produzione
Provincia, stagione, volume in ettolitri
- Messina  (1990/91)  22,13
- Messina  (1991/92)  31,86
- Messina  (1992/93)  97,1
- Messina  (1993/94)  138,14
- Messina  (1994/95)  216,35

Il Malvasia delle Lipari passito è prodotto anche nelle varianti:
- Malvasia delle Lipari
- Malvasia delle Lipari liquoroso denominato anche Malvasia delle Lipari dolce naturale